# Yamaha XMAX
Lo Yamaha XMAX è uno scooter prodotto dalla casa motociclistica giapponese Yamaha Motor dal 2005.

## Descrizione
Presentato ufficialmente nel 2005, è disponibile con quattro motorizzazioni (125, 250, 300 e 400 cm³) tutte monocilindriche con alimentazione ad iniezione elettronica a 4 tempi con sistema di raffreddamento a liquido.
Nel 2010 Yamaha ha introdotto una serie di aggiornamenti sia per quanto riguarda l'estetica che la meccanica, con una rivisitazione delle motorizzazioni per essere omologato alla normativa europea sulle emissioni Euro 3. 
Nel 2017 il modello 300 viene aggiornato per rientrare all'interno delle normative Euro 4.
A dicembre 2020 in occasione di un corposo restyling che va a modificare anche l'estetica tra cui i fari anteriori che diventano a LED, i modelli 125 e 300 vengono adeguati per soddisfare gli standard Euro 5.